# Iakob Nikoladse

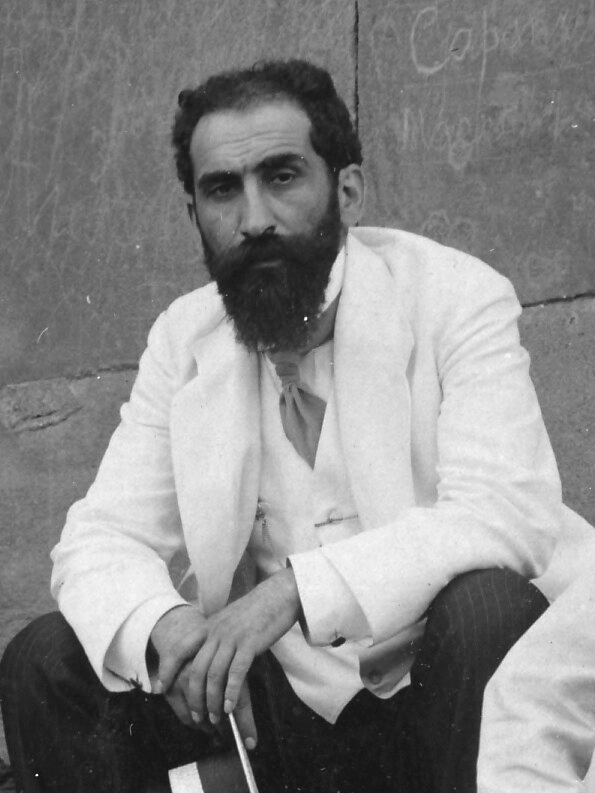
Iakob Nikoladse (Juni 1914)

Iakob Nikoladse (georgisch იაკობ ნიკოლაძე; * 16. Maijul. / 28. Mai 1876greg. in Kutaissi; † 10. März 1951 in Tiflis) war ein georgischer Bildhauer. Er entwarf die Nationalflagge der ersten georgischen Republik.

## Leben
Seine erste künstlerische Ausbildung erhielt Iakob Nikoladse an der Moskauer Stroganow-Kunstschule und der Malschule von Odessa. 1899 ging er nach Paris, wo er an der Hochschule der schönen Künste studierte und eine Weile als Schüler Auguste Rodins arbeitete. Später kehrte er in seine Heimat zurück, wo er ab den frühen Zwanziger Jahren als Professor an der Tifliser Kunstakademie wirkte, zu deren Gründern er gehört hatte.
Nikoladse entwarf die Nationalflagge der Demokratischen Republik Georgien (1918–1921), die nach der Unabhängigkeit Georgiens von 1991 bis 2004 erneut die Flagge Georgiens wurde. 1939 trat er der Kommunistischen Partei bei.
Einen großen Teil seines Werkes machen Porträtarbeiten aus. Dazu gehört etwa das Grabmal für den georgischen Dichter Ilia Tschawtschawadse aber auch offiziöse Arbeiten, darunter Darstellungen Lenins und Stalins.
Nikoladses Asche wurde auf dem Pantheon am Berg Mtazminda in Tiflis beigesetzt.

## Auszeichnungen
Er erhielt eine Vielzahl staatlicher Auszeichnungen, darunter die des Volkskünstlers der Georgischen SSR. 1945 wurde ihm der Stalinpreis verliehen.